# Isabelle Huppert
Isabelle Anne Madeleine Huppert (Parigi, 16 marzo 1953) è un'attrice francese.
Fra le attrici più premiate della storia del cinema, è apparsa in più di 150 film e produzioni televisive dal debutto avvenuto nel 1971. Attrice più nominata al Premio César, con sedici nomination e due vittorie, ha vinto due Prix d'interprétation féminine al Festival di Cannes per Violette Nozière (1978) e La pianista (2001), due Coppa Volpi alla Mostra del cinema di Venezia per Un affare di donne (1988) e Il buio nella mente (1995) e un Orso d'argento al Festival di Berlino per 8 donne e un mistero (2002).
Tra i suoi riconoscimenti giovanili spicca la vittoria del Premio BAFTA alla migliore attrice debuttante per La merlettaia (1977), mentre nel 2005 le è stato conferito il Leone d'oro alla carriera. Nel 2016 ha ottenuto il plauso per le sue interpretazioni in Elle e Le cose che verranno; per Elle, la Huppert si aggiudica il Golden Globe nella sezione miglior attrice in un film drammatico e riceve la sua prima candidatura al Premio Oscar come miglior attrice. Nel 2020, il New York Times l'ha classificata al secondo posto nella lista dei più grandi attori del 21º secolo.
È considerata la musa di vari cineasti internazionali tra cui Michael Haneke, François Ozon, Benoît Jacquot, Hong Sang-soo, Paul Verhoeven, Bertrand Tavernier, André Téchiné, Jean-Paul Salomé, Tonino De Bernardi, Joachim Trier, Ursula Meier, Marco Ferreri, Marc Fitoussi, Joseph Losey, Michele Placido, Marco Bellocchio, Catherine Breillat, Patricia Mazuy, Jean-Luc Godard, Werner Schroeter, Thierry Klifa, Maurice Pialat e Claude Chabrol.

## Biografia
Nata a Parigi, figlia di Raymond Huppert (1914-2003), industriale che possedeva un'azienda di casseforti, nonché Cavaliere della Legion d'Onore, e di Annick Beau (1914-1990), professoressa d'inglese e insegnante di piano, trascorre l'infanzia a Ville-d'Avray, incoraggiata in tenera età dalla madre a recitare.

### Carriera
Frequenta il conservatorio di Versailles: dopo una carriera di successo in teatro, inizia a lavorare per il cinema nel 1972 con I primi turbamenti (era tuttavia già apparsa in televisione l'anno prima). Debutta nel cinema americano con un ruolo nel kolossal di Michael Cimino I cancelli del cielo (1980), che tuttavia non riscuote successo al botteghino; negli anni ottanta viene diretta, tra gli altri, da Bertrand Tavernier, Jean-Luc Godard, Joseph Losey e Marco Ferreri. Ha recitato in lingua inglese ne I cancelli del cielo (1980), I Heart Huckabees - Le strane coincidenze della vita (2004), La scomparsa di Eleanor Rigby (2013), Dead Man Down - Il sapore della vendetta (2013), e Segreti di famiglia (2015).
Ha vinto due volte il premio per la migliore attrice al Festival di Cannes, nel 1978 per Violette Nozière di Claude Chabrol e nel 2001 per La pianista di Michael Haneke, e due volte la Coppa Volpi al Festival di Venezia, nel 1988 per Un affare di donne e nel 1995 per Il buio nella mente, entrambi diretti da Chabrol. Sempre a Venezia nel 2005 le viene attribuito un Leone d'oro speciale in occasione della presentazione del film Gabrielle. È stata inoltre candidata sedici volte al Premio César, due volte come non protagonista, quattordici come protagonista, vincendolo due volte: nel 1996 per Il buio nella mente e nel 2017 per Elle. Nel 2017 è stata insignita deI Premio Europa per il teatro.
Nel 2024 Huppert diventa presidente della giuria dell’81ª Mostra internazionale d'arte cinematografica di Venezia.

## Vita privata
Huppert ha una relazione con lo scrittore, produttore e regista Ronald Chammah dal 1982. La coppia ha tre figli, fra cui l'attrice Lolita Chammah, con la quale la madre ha recitato in cinque film.
Huppert è proprietaria dei cinema di repertorio Christine Cinéma Club ed Ecoles Cinéma Club di Parigi, curati dal figlio Lorenzo.

## Critica
Huppert detiene il record per essere l'attrice con il maggior numero di film iscritti al concorso ufficiale del Festival di Cannes. Al 2025 ha avuto ventidue film nella competizione principale e un totale di trentuno film proiettati al festival. Le frequenti apparizioni di Huppert a Cannes l'hanno portata a essere soprannominata "la regina di Cannes" dai giornalisti.

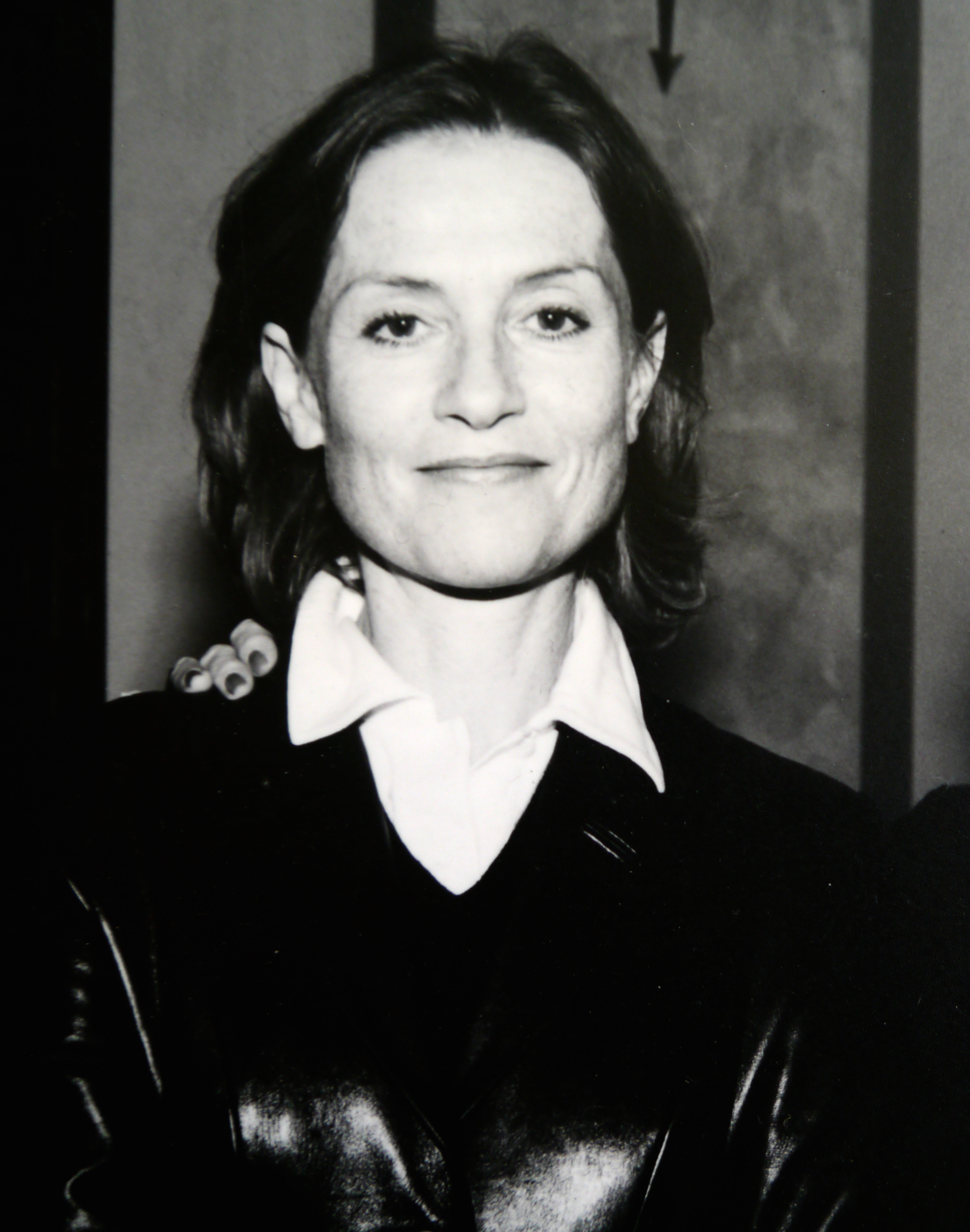
Isabelle Huppert nel 1998

David Thomson su Madame Bovary di Claude Chabrol: "[Huppert] deve essere classificata come una delle attrici più affermate al mondo oggi, anche se sembra priva della passione o dell'agonia della sua contemporanea, Isabelle Adjani ".
Stuart Jeffries di The Observer su La pianista: "Questa è sicuramente una delle più grandi interpretazioni della già illustre carriera di attore di Huppert, anche se è molto difficile da guardare". Il regista, Michael Haneke: "[Huppert] ha una tale professionalità, il modo in cui è in grado di rappresentare la sofferenza. Da un lato c'è l'estremo della sua sofferenza e poi c'è il suo gelido intellettualismo. Nessun altro attore può combinare le due cose".
Della sua interpretazione in Hidden Love del 2007, Roger Ebert ha dichiarato: "Isabelle Huppert fa un bel film dopo l'altro ... è senza paura. I registi spesso dipendono dal suo dono per trasmettere depressione, compulsione, egoismo e disperazione. Può essere divertente e affascinante, ma lo possono fare anche molti attori. Lei è al completo controllo di un volto che guarda il vuoto con vacuità". Nel 2010, Stu VanAirsdale l'ha descritta come "probabilmente la più grande attrice cinematografica del mondo".
Il lavoro di Huppert in Elle e Le cose che verranno è in cima alla classifica di The Playlist di "The 25 Best Performances Of 2016": "Lei corre la gamma emotiva da un film all'altro, carnale, selvaggia, distrutta, svogliata, invulnerabile ma esposta, una donna sull’orlo del collasso che rifiuta di soccombere alle sue instabilità. La carriera di Huppert abbraccia quattro decenni e cambia, oltre a un mucchio di premi e riconoscimenti, ma con Elle e Things to Come, potrebbe benissimo vivere il suo anno migliore."

## Filmografia

Isabelle Huppert nel film Un affare di donne (1988)

Isabelle Huppert con Sandrine Bonnaire nel film Il buio nella mente (1995)

Isabelle Huppert nel film L'École de la chair (1998)

Isabelle Huppert nel film La pianista (2001)

Isabelle Huppert con Louis Garrel nel film Ma mère (2003)

Isabelle Huppert con Finnegan Oldfield nel film Marvin (2017)

### Cinema
- I primi turbamenti (Faustine et le bel été), regia di Nina Companeez (1972)
- È simpatico, ma gli romperei il muso (César et Rosalie), regia di Claude Sautet (1972)
- Le Bar de la Fourche, regia di Alain Levent (1972)
- Prossima apertura casa di piacere (Le grand délire), regia di Dennis Berry (1974)
- Spostamenti progressivi del piacere (Glissements progressifs du plaisir), regia di Alain Robbe-Grillet (1974)
- I santissimi (Les valseuses), regia di Bertrand Blier (1974)
- Primavera carnale (Sérieux comme le plaisir), regia di Robert Benayoun (1975)
- Dupont Lajoie, regia di Yves Boisset (1975)
- Aloïse, regia di Liliane de Kermadec (1975)
- Operazione Rosebud (Rosebud), regia di Otto Preminger (1975)
- Il giudice e l'assassino (Le juge et l'assassin), regia di Bertrand Tavernier (1976)
- Il caso del dottor Gailland (Docteur Françoise Gailland), regia di Jean-Louis Bertuccelli (1976)
- La merlettaia (La dentellière), regia di Claude Goretta (1976)
- I miei vicini sono simpatici (Des enfants gâtés), regia di Bertrand Tavernier (1977)
- Les indiens sont encore loin, regia di Patricia Moraz (1977)
- Violette Nozière, regia di Claude Chabrol (1978)
- Le Retour à la bien-aimée, regia di Jean-François Adam (1979)
- Les Sœurs Brontë, regia di André Téchiné (1979)
- Si salvi chi può (la vita)  (Sauve qui peut (la vie)), regia di Jean-Luc Godard (1980)
- La storia vera della signora dalle camelie, regia di Mauro Bolognini (1980)
- Loulou (Loulou), regia di Maurice Pialat (1980)
- Storia di donne (Les ailes de la colombe), regia di Benoît Jacquot (1980)
- Due donne un erede (Orokseg), regia di Márta Mészáros (1980)
- I cancelli del cielo (Heaven's Gate), regia di Michael Cimino (1980)
- Acque profonde (Eaux profondes), regia di Michel Deville (1981)
- Colpo di spugna (Coup de torchon), regia di Bertrand Tavernier (1981)
- La Truite, regia di Joseph Losey (1982)
- Prestami il rossetto (Coup de foudre), regia di Diane Kurys (1982)
- Passion, regia di Jean-Luc Godard (1982)
- La Femme de mon pote, regia di Bertrand Blier (1983)
- Storia di Piera, regia di Marco Ferreri (1983)
- La Garce, regia di Christine Pascal (1984)
- Sac de nœuds, regia di Josiane Balasko (1984)
- Signé Charlotte, regia di Caroline Huppert (1985)
- Cactus, regia di Paul Cox (1986)
- Milan noir, regia di Ronald Chammah (1987)
- Dostoevskij - I demoni (Les possédés), regia di Andrzej Wajda (1987)
- La finestra della camera da letto (The Bedroom Window), regia di Curtis Hanson (1987)
- Un affare di donne (Une affaire de femmes), regia di Claude Chabrol (1988)
- Seobe, regia di Aleksandar Petrović (1989)
- La vendetta di una donna (La vengeance d'une femme), regia di Jacques Doillon (1990)
- Malina, regia di Werner Schroeter (1991)
- Madame Bovary (Madame Bovary), regia di Claude Chabrol (1991)
- Contre l'oubli, regia di Francis Girod (1991)
- Le strategie del cuore (Après l'amour), regia di Diane Kurys (1993)
- Amateur, regia di Hal Hartley (1994)
- L'inondation, regia di Igor Minaiev (1994)
- La séparation, regia di Christian Vincent (1994)
- Il buio nella mente (La Cérémonie), regia di Claude Chabrol (1995)
- Lumière and Company, regia di Abbas Kiarostami (1995) – voce
- Poussières d'amour, regia di Werner Schroeter (1996)
- Les Palmes de M. Schutz, regia di Claude Pinoteau (1996)
- Le affinità elettive, regia di Paolo e Vittorio Taviani (1996)
- Rien ne va plus (Rien ne va plus), regia di Claude Chabrol (1997)
- L'École de la chair, regia di Benoît Jacquot (1998)
- Niente scandalo (Pas de scandale), regia di Benoît Jacquot (1999)
- La vie moderne, regia di Laurence Ferreira Barbosa (1999)
- Saint-Cyr, regia di Patricia Mazuy (2000)
- Les Destinées sentimentales, regia di Olivier Assayas (2000)
- Grazie per la cioccolata (Merci pour le chocolat), regia di Claude Chabrol (2000)
- Il figlio di due madri (Comédie de l'innocence), regia di Raúl Ruiz (2000)
- La pianista (La Pianiste), regia di Michael Haneke (2001)
- 8 donne e un mistero (Huit Femmes), regia di François Ozon (2002)
- Silvia oltre il fiume (La Vie promise), regia di Olivier Dahan (2002)
- Deux, regia di Werner Schroeter (2002)
- Il tempo dei lupi (Le Temps du loup), regia di Michael Haneke (2002)
- Ma mère, regia di Christophe Honoré (2003)
- Les sœurs fâchées, regia di Alexandra Leclère (2004)
- I ♥ Huckabees - Le strane coincidenze della vita, regia di David O. Russell (2004)
- Gabrielle, regia di Patrice Chéreau (2005)
- La commedia del potere (L'Ivresse du pouvoir), regia di Claude Chabrol (2006)
- Proprietà privata (Nue Propriété), regia di Joachim Lafosse (2006)
- L'amore nascosto (L'amour caché), regia di Alessandro Capone (2007)
- Médée miracle, regia di Tonino De Bernardi (2007)
- Home, regia di Ursula Meier (2008)
- Villa Amalia, regia di Benoît Jacquot (2008)
- Una diga sul Pacifico (Un barrage contre le Pacifique), regia di Rithy Panh (2008)
- White Material, regia di Claire Denis (2008)
- Copacabana, regia di Marc Fitoussi (2009)
- Sans queue ni tête, regia di Jeanne Labrune (2010)
- My Little Princess, regia di Eva Ionesco (2011)
- Il mio migliore incubo! (Mon pire cauchemar), regia di Anne Fontaine (2011)
- Amour, regia di Michael Haneke (2012)
- Bella addormentata, regia di Marco Bellocchio (2012)
- Captive, regia di Brillante Mendoza (2012)
- In Another Country (Dareun Naraeseo), regia di Hong Sang-soo (2012)
- Dubaï Flamingo, regia di Delphine Kreuter (2012)
- Dead Man Down - Il sapore della vendetta (Dead Man Down), regia di Niels Arden Oplev (2013)
- La religiosa (La religieuse), regia di Guillaume Nicloux (2013)
- Il paradiso degli orchi (Au bonheur des ogres), regia di Nicolas Bary (2013)
- La scomparsa di Eleanor Rigby (The Disappearance of Eleanor Rigby), regia di Ned Benson (2013)
- Tip Top, regia di Serge Bozon (2014)
- Abus de faiblesse, regia di Catherine Breillat (2014)
- La Ritournelle, regia di Marc Fitoussi (2014)
- Valley of Love, regia di Guillaume Nicloux (2015)
- Segreti di famiglia (Louder Than Bombs), regia di Joachim Trier (2015)
- Il condominio dei cuori infranti (Asphalte), regia di Samuel Benchetrit (2015)
- Le cose che verranno (L'Avenir), regia di Mia Hansen-Løve (2016)
- Elle, regia di Paul Verhoeven (2016)
- Souvenir, regia di Bavo Defurne (2016)
- Tout de suite maintenant, regia di Pascal Bonitzer (2016)
- Happy End, regia di Michael Haneke (2017)
- La lucida follia di Marco Ferreri, regia di Anselma Dell'Olio (2017) - documentario
- Les fausses confidences, regia di Luc Bondy (2017)
- La caméra de Claire, regia di Hong Sangsoo (2017)
- Madame Hyde, regia di Serge Bozon (2017)
- Barrage, regia di Laura Schroeder (2017)
- Marvin (Marvin ou la belle éducation), regia di Anne Fontaine (2017)
- L’isola dei cani, regia di Wes Anderson (2018)
- Eva, regia di Benoît Jacquot (2018)
- Greta, regia di Neil Jordan (2018)
- Frankie, regia di Ira Sachs (2019)
- Golden Youth, regia di Eva Ionesco (2019)
- Bianca come la neve (Blanche comme neige), regia di Anne Fontaine (2019)
- La padrina - Parigi ha una nuova regina (La Daronne), regia di Jean-Paul Salomé (2020)
- Garçon Chiffon, regia di Nicolas Maury (2020)
- La promessa - Il prezzo del potere (Les Promesses), regia di Thomas Kruithof (2021)
- La signora Harris va a Parigi (Mrs Harris Goes to Paris), regia di Anthony Fabian (2022)
- EO, regia di Jerzy Skolimowski (2022)
- A proposito di Joan, regia di Laurent Larivière (2022)
- L'ombra di Caravaggio, regia di Michele Placido (2022)
- Par cœurs, regia di Benoit Jacquot (2022)
- La verità secondo Maureen K. (La Syndicaliste), regia di Jean-Paul Salomé (2023)
- Mon Crime - La colpevole sono io (Mon Crime), regia di François Ozon (2023)
- Marianne, regia di Michael Rozek (2023)
- Viaggio in Giappone (Sidonie in Japan), regia di Élise Girard (2024)
- Una viaggiatrice a Seoul (Yeohaengja-ui piryo), regia di Hong Sang-soo (2024)
- My New Friends (Les gens d’à côté), regia di André Téchiné (2024)
- La prisonnière de Bordeaux, regia di Patricia Mazuy (2024)
- Luz, regia di Flora Lau (2025)
- La femme la plus riche du monde, regia di Thierry Klifa (2025)

### Televisione
- Un siècle d'écrivains – serie TV (1995)
- I viaggi di Gulliver (Gulliver's Travels), regia di Charles Sturridge – miniserie TV (1996) - voce
- Médée, regia di Don Kent  – film TV (2001)
- Law & Order - Unità vittime speciali (Law & Order: Special Victims Unit) – serie TV, episodio 11x24 (2010)
- Chiami il mio agente! (Dix pour cent) – serie TV, episodio 3x04 (2018)
- The Romanoffs (The Romanoffs) – serie TV, episodio 1x03 (2018)
- Le Grand Restaurant : Réouverture après travaux, regia di Pierre Palmade – film TV (2021)

### Cortometraggi
- Lumière et Compagnie, regia di Abbas Kiarostami (1995)
- L’amour… L’amour, regia di Sandrine Veysset (2013)
- Ce qui nous éloigne, regia di Hu Wei (2016)

## Teatro

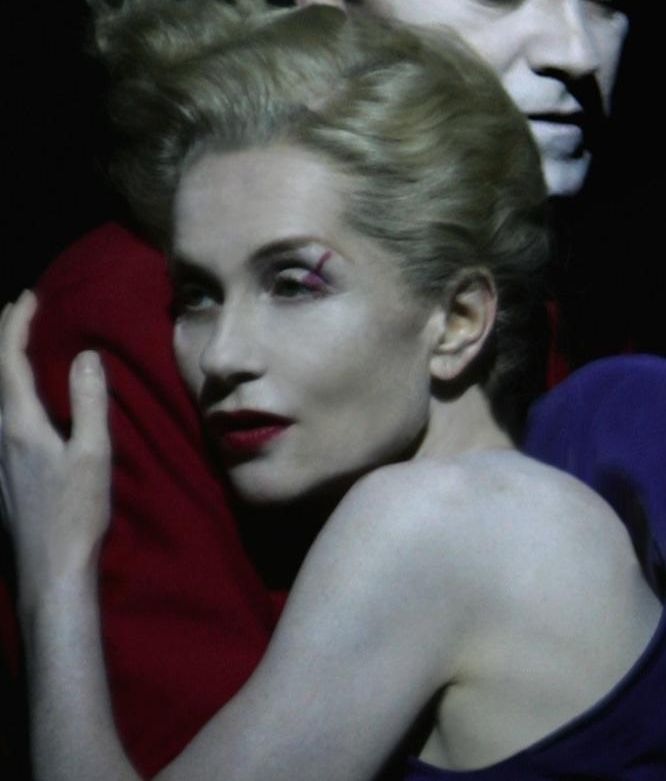
Isabelle Huppert al Teatro dell'Odéon nel 2006

- Le preziose ridicole, di Molière. Comédie-Française di Parigi (1971)
- Un digiunatore, da Franz Kafka. National Theatre Daniel Sorano di Parigi, Shiraz Arts Festival di Shiraz (1972)
- L'avaro, di Molière. Tournée di venticinque città statunitensi (1973)
- Per chi suona la campana, da Ernest Hemingway. Comédie de Reims di Reims (1974)
- Un mese in campagna, di Ivan Sergeevič Turgenev. Théâtre Édouard VII di Parigi (1989)
- Misura per misura, di William Shakespeare. Teatro dell'Odéon di Parigi, tour francese (1991)
- Jeanne d'Arc au bûcher, di Arthur Honegger e di Paul Claudel. Opéra Bastille di Parigi (1992)
- Orlando, da Virginia Woolf. Théatre Vidy di Lausanne (1993), Teatro dell'Odéon di Parigi (1995)
- Maria Stuart, di Friedrich Schiller. National Theatre di Londra (1996)
- Medea, di Euripide. Festival d'Avignon (2000), Teatro dell'Odéon di Parigi (2001)
- 4.48 Psychosis, di Sarah Kane. Théâtre des Bouffes di Parigi (2002), tour europeo e brasiliano (2003)
- Jeanne d'Arc au bûcher, di Arthur Honegger e di Paul Claudel. Teatro Nacional de São Carlos di Lisbona (2003)
- Hedda Gabler, di Henrik Ibsen. Teatro dell'Odéon di Parigi, tour europeo (2005)
- 4.48 Psychosis, di Sarah Kane. UCLA di Los Angeles, BAM di New York, Piccolo Teatro di Milano (2005)
- Quartet, di Heiner Müller. Teatro dell'Odéon di Parigi, Piccolo Teatro di Milano, Berliner Festspiele di Berlino, Théâtre du Gymnase di Marsiglia, Comédie de Genève di Ginevra (2006-2007), BAM di New York (2009)
- Le Dieu du Carnage, di Yasmina Reza. Théâtre Antoine-Simone Berriau di Parigi (2008)
- Un tram che si chiama Desiderio, di Tennessee Williams. Teatro dell'Odéon di Parigi, Berliner Festspiele, Maison de la culture de Grenoble, Grand Théâtre de Luxembourg, Teatro Polacco di Varsavia, Adelaide Festival di Adelaide (2010-2019)
- Le serve, di Jean Genet. Sydney Theatre Company di Sydney (2013), New York City Center di New York (2014)
- Le false confidenze, di Marivaux. Teatro dell'Odéon di Parigi (2014), tour francese (2015)
- Phèdre(s), da Euripide, Racine e Seneca. Teatro dell'Odéon di Parigi, Comédie de Clermont-Ferrand, Barbican Center di Londra, BAM di New York, Théâtre de Liège di Liegi (2016)
- Correspondance 1944-1959 Letture dal carteggio tra Albert Camus e Maria Casares, con Jeremy Irons, al Teatro Argentina di Roma (17 dicembre 2017)[5]
- Ashes to Ashes, di Harold Pinter, con Jeremy Irons, Creazione apposita per il Premio Europa per il Teatro, al Teatro Argentina di Roma (17 dicembre 2017)[5][6]
- La madre, di Florian Zeller. Atlantic Theater Company di New York (2019)
- Mary Said What She Said, di Robert Wilson. Théâtre de la Ville di Parigi, Wiener Festwochen di Vienna, Cultural Centre of Belém di Lisbona, Teatre Lliure di Barcellona, Thalia Theater di Amburgo (2019, 2023-2025)
- Lo zoo di vetro, di Tennessee Williams. Teatro dell'Odéon di Parigi, Barbican Centre di Londra (2020-2025)
- Bérénice Da Jean Racine, di Romeo Castellucci. Théâtre de la Ville di Parigi (2024-2025)

## Riconoscimenti

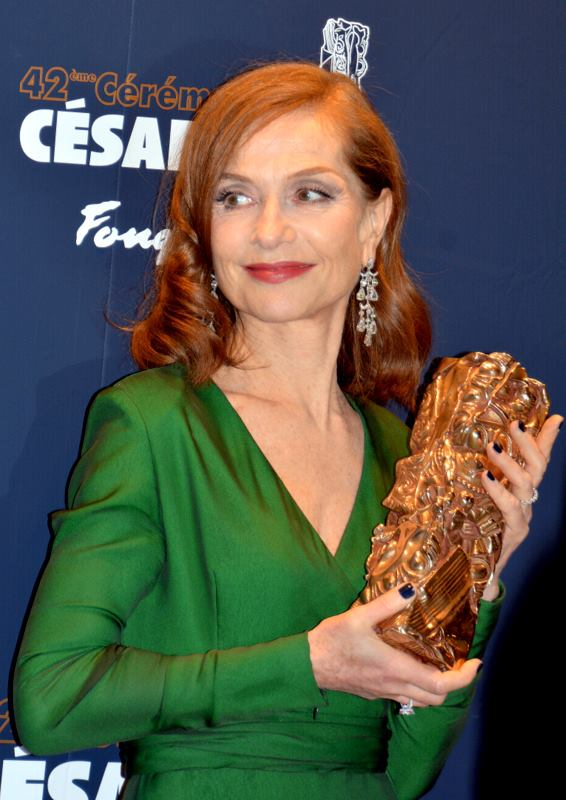
Isabelle Huppert vincitrice del Premio César nel 2017

Isabelle Huppert detiene il record di candidature ai Premi César con sedici nomination: la prima nel 1976 per Aloïse, l'ultima nel 2017 per Elle.
- Premio Oscar
  - 2017 - Candidatura all'Oscar alla miglior attrice per Elle
- Premio César
  - 1976 - Candidatura alla Migliore attrice non protagonista per Aloïse
  - 1978 - Candidatura alla Migliore attrice protagonista per La merlettaia
  - 1979 - Candidatura alla Migliore attrice protagonista per Violette Nozière
  - 1981 - Candidatura alla Migliore attrice protagonista per Loulou
  - 1982 - Candidatura alla Migliore attrice protagonista per Colpo di spugna
  - 1989 - Candidatura alla Migliore attrice protagonista per Un affare di donne
  - 1995 - Candidatura alla Migliore attrice protagonista per La séparation
  - 1996 – Migliore attrice protagonista per Il buio nella mente
  - 1999 - Candidatura alla Migliore attrice protagonista per L'École de la chair
  - 2001 - Candidatura alla Migliore attrice protagonista per Saint-Cyr
  - 2002 - Candidatura alla Migliore attrice protagonista per La pianista
  - 2006 - Candidatura alla Migliore attrice protagonista per Gabrielle
  - 2013 - Candidatura alla Migliore attrice non protagonista per Amour
  - 2016 - Candidatura alla Migliore attrice protagonista per Valley of Love
  - 2017 – Migliore attrice protagonista per Elle
- Premio Lumière
  - 1996 - Migliore attrice protagonista per Il buio nella mente
  - 2001 - Migliore attrice protagonista per Grazie per la cioccolata
  - 2006 - Migliore attrice protagonista per Gabrielle
  - 2016 - Candidatura alla migliore attrice protagonista per Valley of Love
  - 2017 - Migliore attrice protagonista per Elle
  - 2024 - Premio alla carriera
- European Film Awards
  - 2001 – Migliore attrice per La pianista
  - 2002 – Migliore attrice per 8 donne e un mistero
  - 2009 – Contributo europeo al cinema mondiale
  - 2016 – Candidatura alla Migliore attrice per Elle
  - 2017 – Candidatura alla Migliore attrice per Happy End
- Golden Globe
  - 2017 - Migliore attrice in un film drammatico per Elle
- BAFTA
  - 1978 – Miglior attrice debuttante per La merlettaia
- David di Donatello
  - 1980 - Migliore attrice straniera per La merlettaia
  - 1989 - Migliore attrice straniera per Un affare di donne
  - 2003 - David speciale alla carriera
- Critics' Choice Movie Awards
  - 2016 -  Candidatura alla Miglior attrice per Elle
- Satellite Award
  - 2017 - Miglior attrice per Elle
- Independent Spirit Awards
  - 2017 – Miglior attrice protagonista per Elle
- Nastro d'argento
  - 2009 – Nastro d'argento europeo per L'amore nascosto
- Premio Europa per il teatro 2017[4]
- Festival cinematografici
  - Festival di Venezia 1988 – Coppa Volpi per la migliore interpretazione femminile per Un affare di donne[7]
  - Festival di Venezia 1995 – Coppa Volpi per la migliore interpretazione femminile per Il buio nella mente[8]
  - Festival di Venezia 1995 – Premio Pasinetti per Il buio nella mente[8]
  - Festival di Venezia 2005 – Leone d'oro alla carriera
  - Festival di Berlino 2002 – Orso d'argento per il miglior contributo artistico per 8 donne e un mistero[9]
  - Festival di Berlino 2022 – Orso d'oro alla carriera
  - Festa del Cinema di Roma 2018 – Premio alla carriera
  - Lucca Film Festival 2023 - Premio alla carriera

## Doppiatrici italiane
Nelle versioni in italiano dei suoi film, Isabelle Huppert è stata doppiata da: 
- Angiola Baggi ne Il buio nella mente, Le affinità elettive, Law & Order - Unità vittime speciali, Grazie per la cioccolata, Il figlio di due madri, La pianista, Gabrielle, La commedia del potere, Proprietà privata, Home, Una diga sul Pacifico, Amour, In Another Country, Il paradiso degli orchi, Il condominio dei cuori infranti, Elle, Greta, La promessa - Il prezzo del potere, L'ombra di Caravaggio, The Romanoffs
- Alessandra Korompay ne Il mio migliore incubo!, Eva, La padrina - Parigi ha una nuova regina, La verità secondo Maureen K., Mon Crime - La colpevole sono io, Viaggio in Giappone
- Franca D'Amato in 8 donne e un mistero, I Heart Huckabees - Le strane coincidenze della vita, La religiosa, Happy End
- Liliana Sorrentino in La storia vera della signora delle camelie, Un affare di donne, Madame Bovary
- Roberta Greganti in Ma mère, L'amore nascosto, Madame Hyde
- Melina Martello in Prestami il rossetto, La finestra della camera da letto
- Vittoria Febbi ne Il giudice e l'assassino
- Laura Morante in Storia di Piera
- Cristiana Lionello in La vie moderne
- Anne Marie Sanchez in Dead Man Down - Il sapore della vendetta
- Paola Del Bosco in La scomparsa di Eleanor Rigby
- Daniela Debolini in Segreti di famiglia
- Paola Della Pasqua in Le cose che verranno
- Veronique Cochais in La signora Harris va a Parigi
- Ludovica Marineo in EO